# كونسيتو لو بيلو
كونسيتو لو بيلو (بالإيطالية: Concetto Lo Bello)‏ (13 مايو 1924 في صقلية، إيطاليا - 9 سبتمبر 1991 في صقلية)، كان حكم كرة قدم إيطالي سابق. أدار مباريات السيريا أي وهو يحمل الرقم القياسي في إدارتها (328). امتدت مسيرته في الأعوام ما بين 1944 و1974. وقام بإدارة أول مباراة دوليّة له في العام 1958. كان يُعتبر من أفضل الحكام في عقد الستينات. كما كان حكماً في بطولة كأس العالم 1966 كما كان حكماً موقتاً في كأس العالم 1970. وكان حكماً في بطولة كأس أوروبا (دوري أبطال أوروبا حالياً). من أبرز المباريات التي قام بإدارتها؛ نهائي كأس أوروبا 1968 ونهائي كأس أوروبا 1970 ونصف نهائي كأس العالم 1966 بين ألمانيا الغربية والاتحاد السوفييتي، وقام بالتحكيم ببطولات أخرى. بعد اعتزاله؛ دخل عالم السياسة كنائب في الحزب الديمقراطي المسيحي. كما أن ابنه روزاريو لو بيلو هو أيضاً كان حكماً لكرة القدم.

## روابط خارجية
- كونسيتو لو بيلو على موقع Soccerway.com (الإنجليزية)
- كونسيتو لو بيلو على موقع أوليمبيديا (الإنجليزية)